# Théâtre Colón
Pour les articles homonymes, voir Théâtre Colón (homonymie).
 (avril 2019).
Si vous disposez d'ouvrages ou d'articles de référence ou si vous connaissez des sites web de qualité traitant du thème abordé ici, merci de compléter l'article en donnant les références utiles à sa vérifiabilité et en les liant à la section « Notes et références ».
Le théâtre Colón (en espagnol : Teatro Colón) est une salle d’opéra de la ville de Buenos Aires.
Par sa taille, son acoustique et son histoire, elle est considérée comme une des meilleures du monde.
Comparable à La Scala de Milan, à l'opéra d'État de Vienne, au Semperoper de Dresde et à l'opéra de Paris, il s'agit d'un lieu de consécration pour les artistes et un lieu inévitable pour les mélomanes. Le théâtre Colón a toujours été un théâtre vénéré par le public et par les artistes les plus renommés.
Il abrite le ballet, le chœur, l´Orquestra Estable del Teatro Colón et l´Orquesta Filarmónica de Buenos Aires.
À la fin de l'année 2006, le théâtre Colón ferme en vue d'une profonde modernisation et restauration qui lui rend l'éclat d'origine de ses années de splendeur sans altérer l’acoustique.
Il rouvre le lundi 24 mai 2010, dans le cadre des festivités du bicentenaire de l'Argentine.

## Histoire

### Premier Teatro Colón (1857-1888)
Le premier Teatro Colón fut l’œuvre de l'architecte Charles Henri Pellegrini et a été inaugurée avec une représentation de La traviata le 25 avril 1857 sur le site actuellement occupé par la Banque de la Nation argentine, en face de la Place de Mai.
Cet ancien Teatro Colón a été démoli pour faire place à une construction d'État de plus grande ampleur qui a conduit, vingt ans plus tard, au bâtiment actuel de la Calle Libertad.
Dans l'intervalle de ces vingt années, la crise de 1890 a empêché l'inauguration de la nouvelle salle, prévue le 12 octobre 1892, exactement 400 ans après la découverte de l'Amérique.

### Second Teatro Colón (1908-maintenant)
Le Teatro Colón appartient à la ville de Buenos Aires. Sa création fut à l'initiative de l'intendant Torcuato de Alvear en 1886. Trois ans plus tard un appel d'offres a été réalisé pour sa construction. L'appel d'offres a été remporté par la proposition du musicien et impresario d'opéra italien Angelo Ferrari (1835-1897), qui a accompagné son offre d'un projet de l'architecte et ingénieur italien Francesco Tamburini (1846-1890). L'emplacement originel de construction est au croisement des avenues Rivadavia et Entre Ríos mais le lieu sera finalement destiné au futur Palais du Congrès, le bloc occupé par l'Estación del Parque, en face de l'actuelle Plaza Lavalle a été acheté.
Les travaux ont été commencés en 1890[réf. nécessaire] par la société de construction italienne Armellini et Francisco Pellizzari.
Des anarchistes font exploser une bombe au Teatro en 1910; Georges Clemenceau était présent en Argentine lors de l'attaque. Il raconte :

« une bombe fut lancée par un inconnu au théâtre Colon et tomba au milieu de l'orchestre, où elle blessa plus ou moins grièvement un grand nombre de personnes. Le théâtre Colon, où l'on joue l'opéra, est le plus grand et probablement le plus beau théâtre du monde. Les loges ouvertes du rez-de-chaussée, ainsi que des deux premiers rangs, présentent, avec l'orchestre peuplé de jeunes femmes en toilette de soirée, le spectacle le plus brillant qu'il m'ait été donné de rencontrer dans une salle de théâtre. En un pareil lieu, on devine ce que put être la catastrophe d'une bombe. L'horreur n'en saurait être exagérée. Un haut fonctionnaire m'a dit qu'il n'avait jamais vu de telles flaques de sang. On emporta les blessés comme on put, la salle se vida parmi les cris de fureur, et, les dégâts matériels réparés dans la journée qui suivit, pas une femme de la société ne manqua à la représentation du lendemain. C'est un beau trait de caractère qui fait tout particulièrement honneur à l'élément féminin de la nation argentine. Je ne suis pas bien sûr qu'à Paris la salle eût été comble en pareil cas. »

#### Restauration et nouvelle inauguration
Durant les 107 années depuis son inauguration[Lesquelles ?], le bâtiment a subi des dommages en raison du manque d'entretien et de l'usure des matériaux dû à l'action d'agents extérieurs comme la pollution, la pluie et l'humidité.
Entre 2007 et 2010 ont eu lieu des travaux de restauration dans tout l'édifice. Les travaux ont été pris en charge par le Ministerio de Desarrollo Urbano de la ville de Buenos Aires.
Le Teatro Colón a été rouvert le 24 mai 2010, dans le cadre des célébrations du bicentenaire de l'Argentine. Durant la cérémonie, des animations en trois dimensions ont été projetées avant une représentation de La Bohème.

## Le bâtiment
Le bâtiment occupe une surface de 8 200 m² — avec une superficie totale de 58 000 m² — et se dresse entre les rues Tucumàn, Libertad, le passage Arturo Toscanini et la Calle Cerrito (Avenida 9 de Julio).
La salle principale — une des plus grandes du monde — fait 32 mètres de diamètre, 75 mètres de profondeur et 28 mètres de haut dans un environnement de style éclectique, qui mélange le style néo-Renaissance italien et le baroque français avec une décoration riche en dorure. Divisée en sept niveaux, elle possède une capacité de 2 487 spectateurs assis et peut recevoir jusqu’à 3 000 spectateurs si l’on inclut les spectateurs debout. La scène fait 35 mètres de profondeur et 34 mètres de large. L'avant-scène est une des plus grandes des théâtres en forme de fer à cheval à l'italienne.
La coupole originale de Marcel Jambon, à laquelle le peintre argentin Casimiro Mella a collaboré, a été abîmée par des infiltrations d'humidité après une danse de carnaval dans les années 1930 et repeinte en 1966 par Raul Soldi.
Autour de la grande salle se trouve le hall d'entrée (le foyer), le salon doré, le salon des bustes, le salon blanc et le musée qui abrite les costumes de certains artistes connus qui sont passés par le théâtre.
L'Institut supérieur d'art (Instituto Superior de Arte), la bibliothèque, le Centre d'expérimentation musicale (Centro de Experimentación Musical) et les ateliers confèrent une indépendance extraordinaire au Teatro Colón qui le différencie des autres théâtres du monde puisque la plupart des décors, accessoires, costumes, éléments scénographiques et des autres éléments nécessaires pour une mise en scène complète sont construits dans le même bâtiment.

### Foyer
L'entrée principale se fait par la calle Libertad, sous une marquise en fer forgé, et conduit à un grand foyer orné par des colonnes avec soubassement en marbre rouge de Vérone, recouvert d'un stuc pour imiter le marbre Botticino et de stuc doré.
Le hall, de 14 mètres sur 28, est couronné par un vitrail très lumineux en forme de coupole à 25 mètres du sol, réalisé par la maison Gaudin de Paris.
L'escalier d'entrée, construit en marbre de Carrare, est orné par deux têtes de lion taillées dans des blocs uniques. Les marbres jaunes et roses de Sienne et du Portugal donnent des nuances distinctes de couleur et de texture à la balustrade. Des paliers successifs, encadrés par des vitraux de Gaudin, mènent aux niveaux supérieurs.

### Les coupoles

La coupole de la salle principale du Teatro Colón.

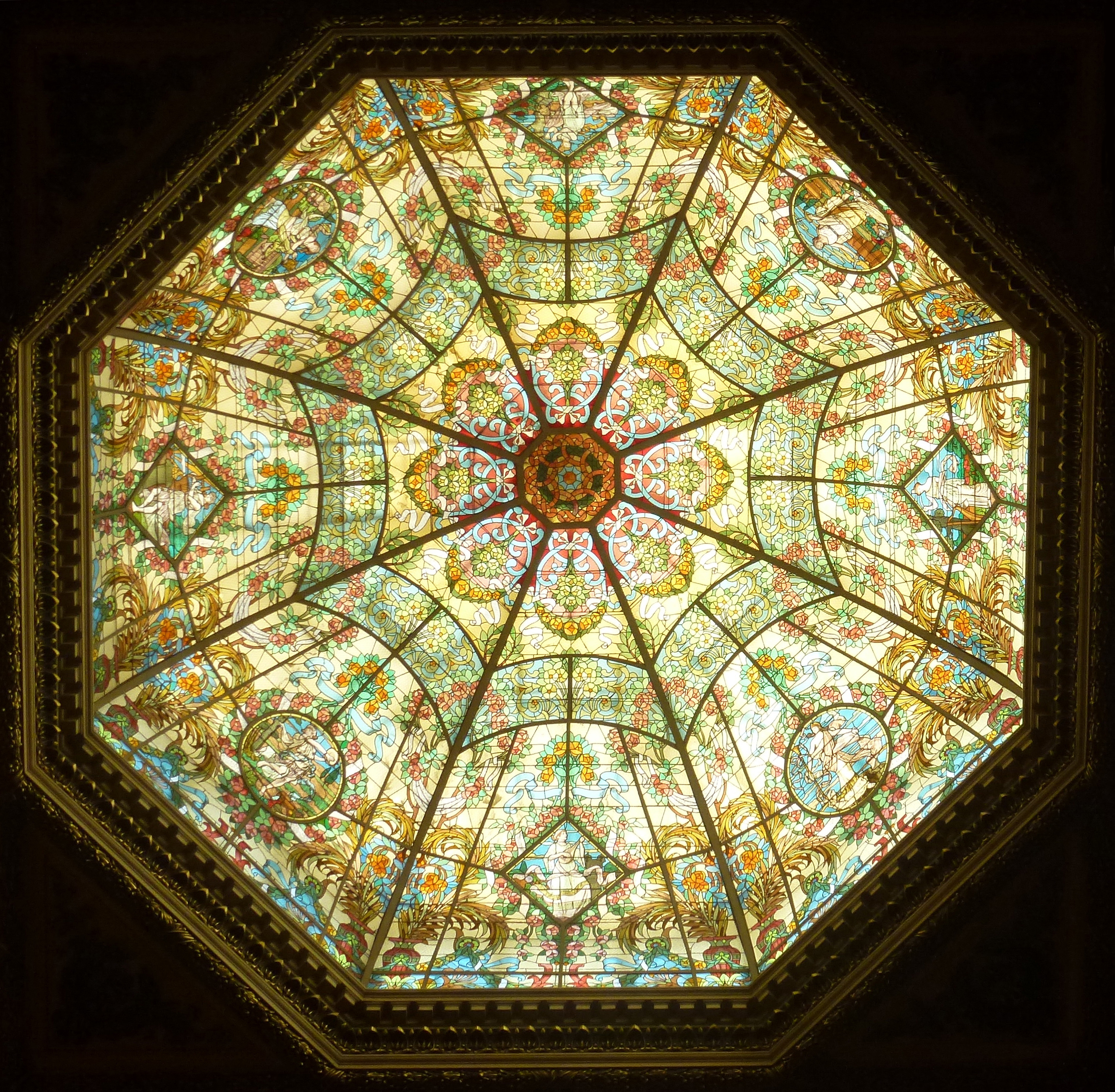
Détail de la coupole du foyer du Teatro Colón.

À 28 mètres de hauteur, la salle est couronnée par la coupole réalisée en 1966 par le peintre argentin Raúl Soldi. En ses mots :
« [...] He querido hacer de la cúpula un espejo, una memoria de colores que evoque la magia de este teatro. Al poner las manos en el proyecto, pensé fijar en el techo todo lo que acontece y aconteció en el escenario. De este modo surgió la idea de esa ronda en espiral invadida por cincuenta y una figuras, incluyendo los duendes del Teatro, que logré rescatar escondidos en cada rincón del mismo [...]. »
Les personnages représentés sur l'œuvre illustrent aussi bien le ballet que les danses antiques d'Ottorino Respighi, qui a donné une représentation dans la salle le jour de l'inauguration de la nouvelle peinture de la coupole, le 25 mai 1966.

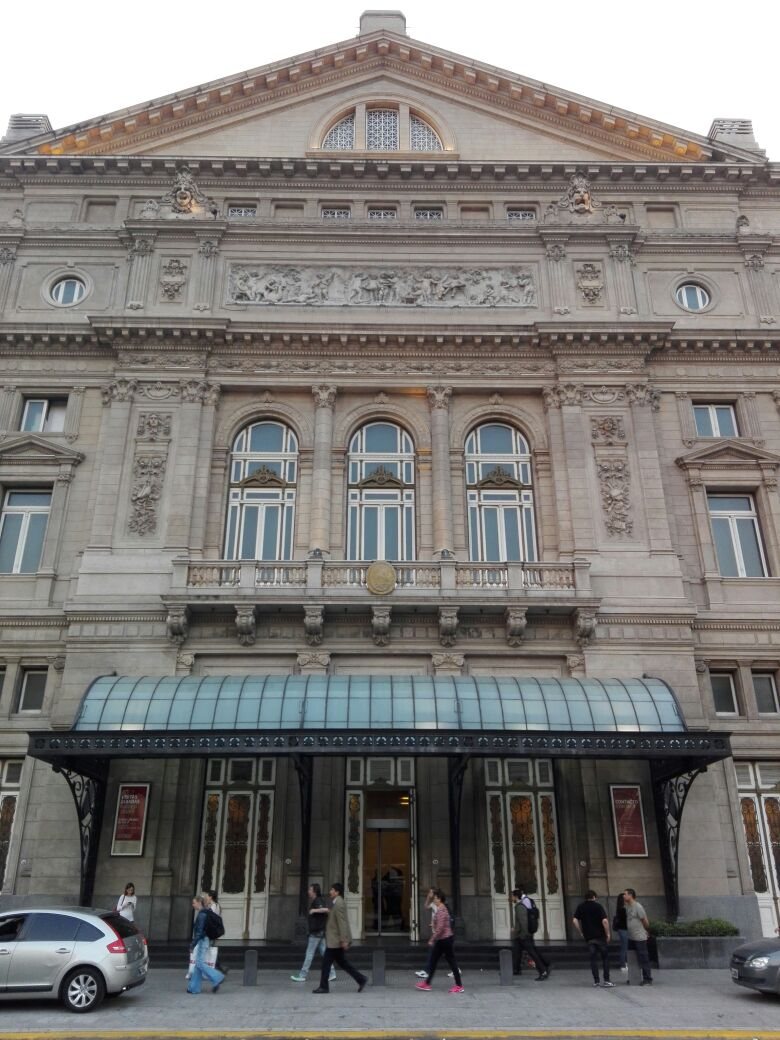
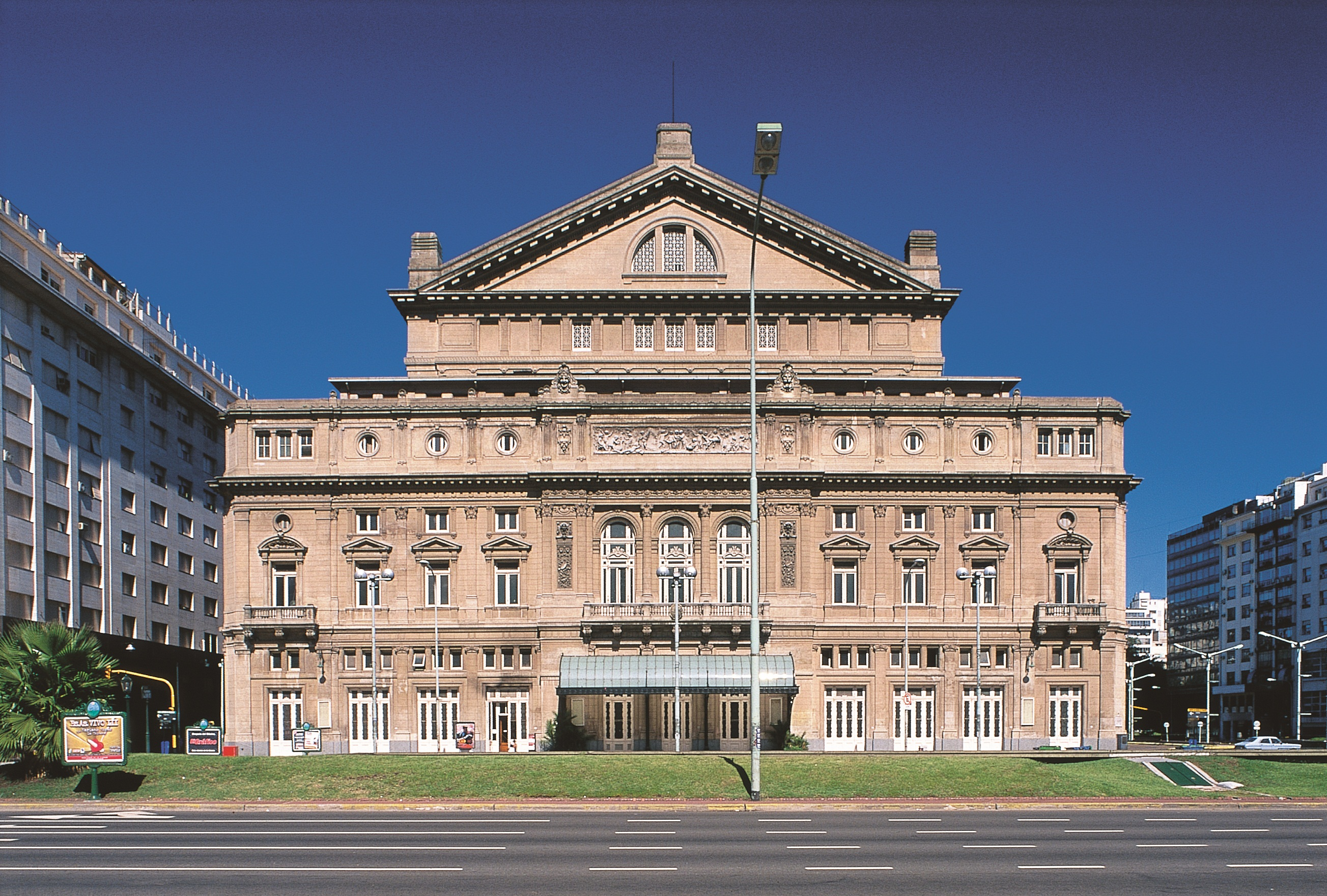
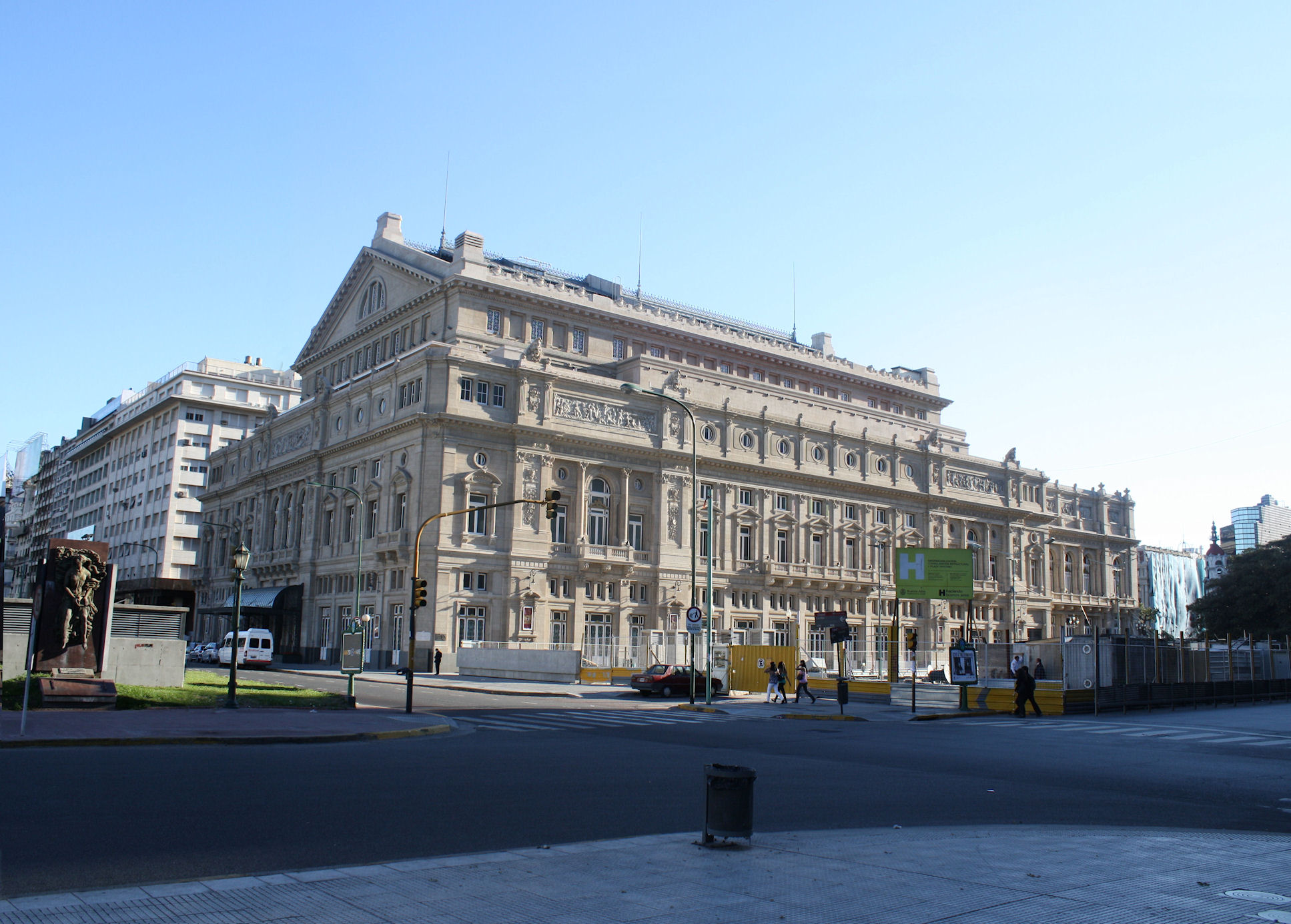
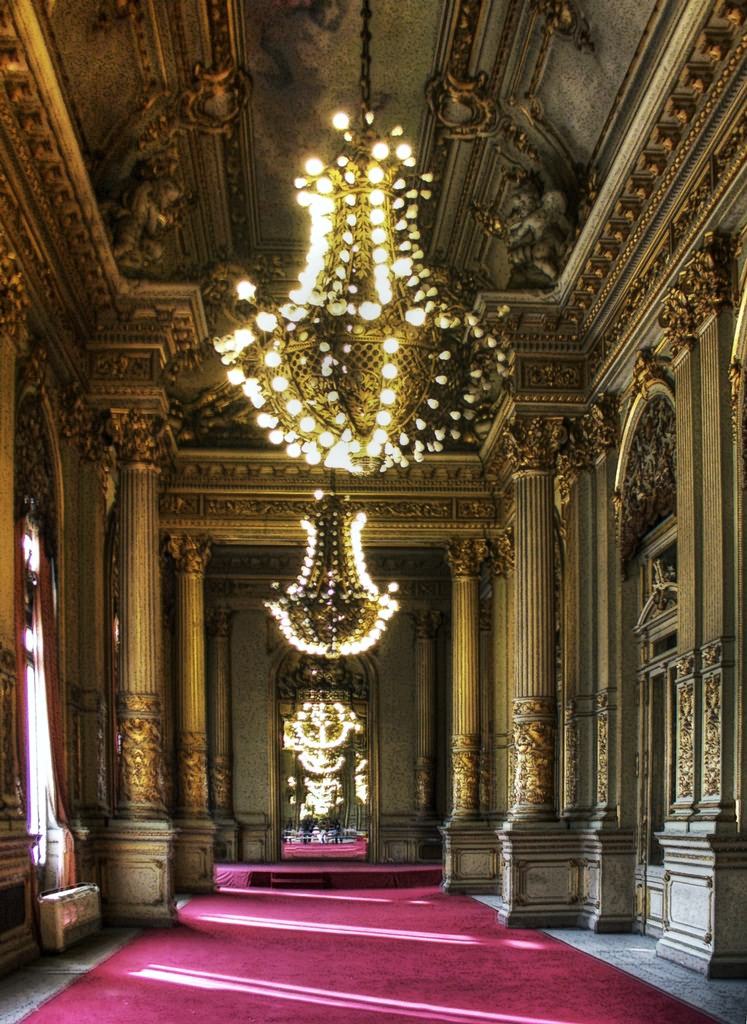
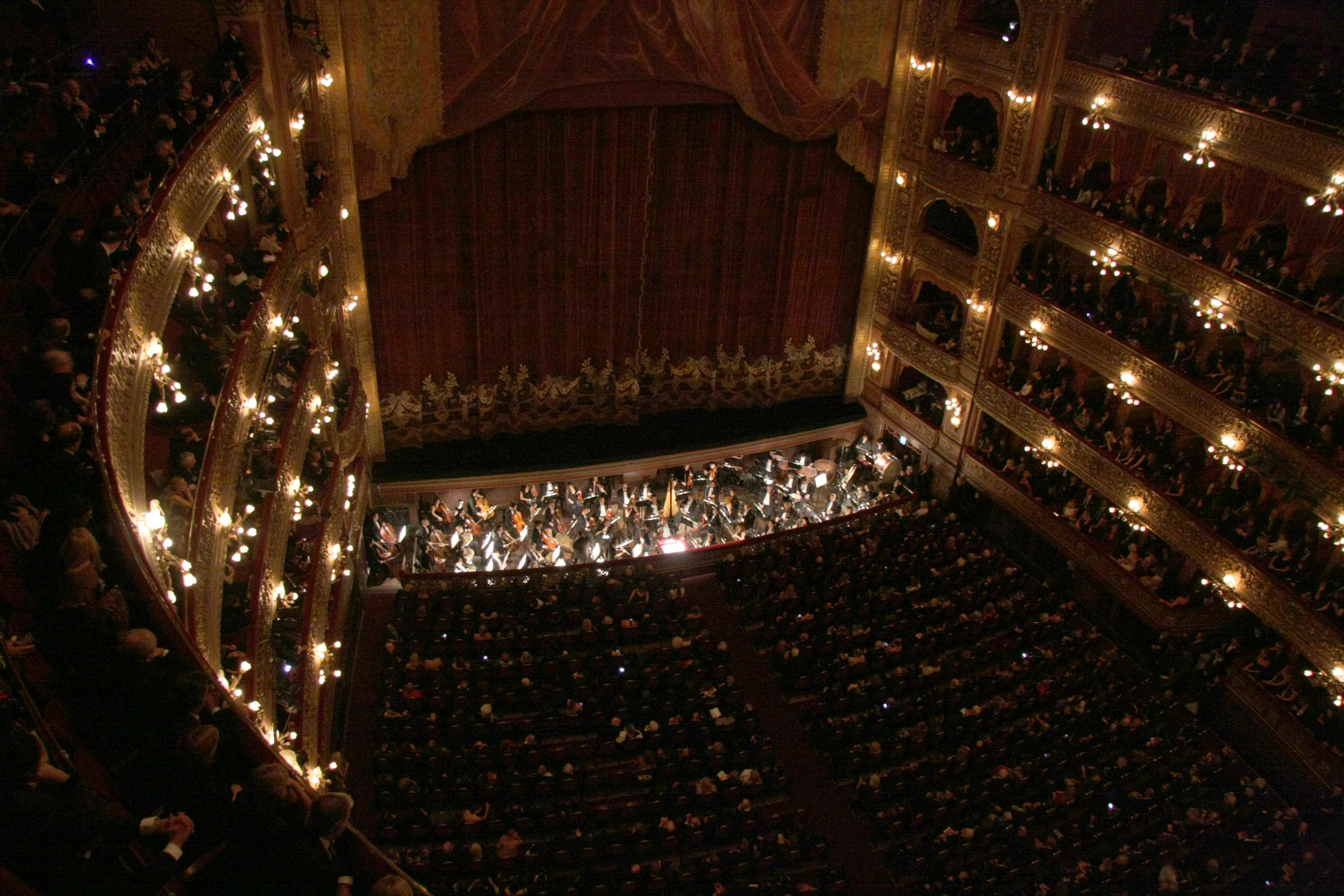